# Martin Caselius
Martin Caselius (* 8. November 1608 in Bergwitz; † 14. April 1656 in Altenburg) war ein deutscher lutherischer Theologe.

## Leben
Caselius war ein Sohn des Bergwitzer Pfarrers Johannes Caselius († 31. August 1637; begraben in Bergwitz vor dem Altar) und dessen Frau Catarina († 29. Mai 1643 in Altenburg), der Tochter des Benedictus Fünckldän aus Berlin. Er kam in seinem siebten Lebensjahr auf die Schule nach Kemberg, wo sein Lehrer Jakob Rhode war. Dann kam er nach Wittenberg in die Stadtschule, wo er im Musikchor war und sich eine breite Kenntnis in der lateinischen, griechischen und hebräischen Sprache aneignete, so dass er am 8. November 1621 die Universität Wittenberg besuchen konnte. Während seines 13-jährigen Studiums begann er zunächst den Regeln der Zeit entsprechend ein philosophisches Studium, hörte die Vorlesungen von Johann Scharf, Nikolaus Zapf, Erasmus Schmid, August Buchner und anderen Lehrern der philosophischen Fakultät.
Nachdem er drei öffentliche philosophische Disputationen gehalten hatte, erlangte er am 26. März 1629 den akademischen Grad eines Magisters, im Folgejahr am 6. August 1630 erwarb er sich die Lehrbefugnis eines Magister legens und begann private Vorlesungen zu halten. Am 1. Mai 1633 wurde er als Adjunkt an der philosophischen Fakultät aufgenommen und trieb fortan theologische Studien, dazu besuchte er Vorlesungen bei Wilhelm Leyser I., disputierte bei Jakob Martini, Paul Röber und Johann Hülsemann und wurde 1637 von der Universität als Superintendent nach Jessen empfohlen.
Dort war er vier Jahre tätig. Während dieser Zeit erwarb er sich in Wittenberg am 8. Mai 1638 das Lizentiat der Theologie und am 28. August desselben Jahres promovierte er zum Doktor der Theologie. 1641 erhielt er von Herzog Friedrich Wilhelm II. von Sachsen-Altenburg eine Einladung zur Probepredigt in Altenburg, die er hielt und auch in den Druck gelangte. Daraufhin übernahm er 1642 anstelle des verstorbenen Ägidius Hunnius der Jüngere die Stelle des Generalsuperintendenten, Assessor des herzoglich-sächsischen Konsistoriums und Hofprediger in Altenburg.
In dieser Funktion führte er die Katechismus-Informationen und die Katechenpraxis ein. Er baute die Geldwirtschaft der Priester nach dem Dreißigjährigen Krieg neu auf, ordnete die Schulverhältnisse neu und visitierte seinen Amtsbereich. Er trat der Verrohung der Bevölkerung nach dem Dreißigjährigen Krieg entgegen, richtete Kollekten für ausgebrannte Kirchen und Schuldiener ein.
Am 21. September 1638 heiratete er in Jessen Magaretha, die Tochter des Wittenberger Bürger und Handelsmannes Sebastian Strahl. Aus der Ehe sind fünf Kinder entstanden, von denen ein Sohn nach der Nottaufe in Altenburg gestorben ist, eine Tochter starb am 8. Dezember 1640 in Jessen; den Vater überlebten Anna Justina Caselius (* 12. November 1639 in Jessen), die sich am 12. Februar 1656 mit Abraham Triller, dem Pfarrer von Criwitz, vermählte, sowie Anna Magaretha Caselius (* 9. Mai 1643 in Altenburg) und Friedrich Immanuel Caselius (* 10. Februar 1642 in Altenburg).
Aufgrund einer unausgewogenen Ernährung während seiner Studienzeit hatte er sich ein Magengeschwür zugezogen, was eine Milzerkrankung nach sich zog, woran er verstarb. Er wurde am 21. April 1656 in der Auferstehungskirche in Altenburg vor dem Altar beigesetzt.

## Werkauswahl
- Disputatio Politica De Bello. Rothe, Wittenberg 1636. (Digitalisat)
- Disputatio Publica De Magistratu Politico. Röhner, Wittenberg 1636. (Digitalisat)
- Disputatio Politica De Tyrannide Et Tyranno. Rothe, Wittenberg 1636. (Digitalisat)
- Systema ethicum, quo 1. praecepta ex Aristotele & aliis perspicue proponuntur, 2. omnes ferme quaestiones breviter deciduntur. Ritzsch, Leipzig 1636. (Digitalisat)
- Disputatio Politica De Subditis. Röhner, Wittenberg 1637. (Digitalisat)
- Chriſtliche Leich-Predigt uͤber die thewre werthe Wort S. Pauli/ die Er uns in ſeiner erſten Epiſtel an Timotheum Cap. 1/ 12. ſeqq. hinterlaſſen hat/ bey Volckreicher Verſamlung/ als der abgelebte Coͤrper/ Des weiland zwar armen und gebrechlichen; nunmehr aber der Seelen nach in Chriſto reichen und ſeligen/ Michael Neubers. 1. Auflage, Fürstlich Sächsische Officin, Altenburg 1649. (Digitalisat)
- De Accurato Disputandi Genere Tractatus Logicus. Rothe, Wittenberg 1633. (Digitalisat)
- Systema metaphysicum & Ethicum.
- Praxin Catecheticam.